# Zack Snyder
Zack Snyder, właśc. Zachary Edward Snyder (ur. 1 marca 1966 w Green Bay) – amerykański scenarzysta, reżyser i producent filmowy. Laureat nagrody Saturna w kategorii najlepszy reżyser za film 300 (2006).

## Filmografia
| Rok  | Tytuł                                          | Reżyser | Scenarzysta | Producent |
| ---- | ---------------------------------------------- | ------- | ----------- | --------- |
| 1990 | Playground (krótkometrażowy film dokumentalny) | T       |             |           |
| 2001 | Pocałunek smoka (Kiss of the Dragon)           |         | T           | T         |
| 2004 | Świt żywych trupów                             | T       |             |           |
| 2006 | 300                                            | T       | T           |           |
| 2009 | Watchmen: Strażnicy                            | T       |             |           |
| 2010 | Legendy sowiego królestwa: Strażnicy Ga’Hoole  | T       |             |           |
| 2011 | Sucker Punch                                   | T       | T           | T         |
| 2013 | Człowiek ze stali                              | T       |             |           |
| 2014 | 300: Początek imperium                         |         | T           | T         |
| 2016 | Batman v Superman: Świt sprawiedliwości        | T       |             |           |
| 2017 | Wonder Woman                                   |         | T           | T         |
| 2017 | Liga Sprawiedliwości                           | T       | T           |           |
| 2018 | Aquaman                                        |         |             | T         |
| 2020 | Wonder Woman 1984                              |         |             | T         |
| 2021 | Liga Sprawiedliwości Zacka Snydera             | T       | T           |           |
| 2021 | Armia umarłych                                 | T       | T           | T         |
| 2023 | Rebel Moon - Część 1: Dziecko ognia            | T       | T           | T         |
| 2024 | Rebel Moon - Część 2: Zadająca rany            | T       | T           | T         |

## Teledyski
| Rok  | Tytuł               | Artysta             |
| ---- | ------------------- | ------------------- |
| 1992 | „You’re So Close”   | Peter Murphy        |
| 1992 | „Tomorrow”          | Morrissey           |
| 1992 | „Somebody to Shove” | Soul Asylum         |
| 1993 | „Black Gold”        | Soul Asylum         |
| 1993 | „In the Middle”     | Alexander O’Neal    |
| 1994 | „I Know”            | Dionne Farris       |
| 2010 | „Desolation Row”    | My Chemical Romance |